# Hagsätra (tunnelbanestation)
Hagsätra är en station inom Stockholms tunnelbana längs den Gröna linjen. Den är ändstation för tunnelbanelinje 19.

## Beskrivning
Tunnelbanestationen ligger efter station Rågsved i södergående riktning och ligger 10 kilometer från Slussen. Stationen togs i bruk 1 december 1960 där premiärtåget avgick från Hagsätra klockan 15.38. Stationen består av en plattform utomhus, med entré från norra änden vid Hagsätra torg och Kvarntorpsgränd. Hagsätra tunnelbanestation är den tredje högst belägna på tunnelbanenätet med 46,2 meter över havet.[källa behövs]
Väggmosaikerna med musiktema på stationen Britta Simonsson-Örtenholm. Skisserna belönades vid en tävling för konst på T-centralen år 1956 och förverkligades på Hagsätras tunnelbanestation i samband med öppnandet. Dessa har sedan kompletterats med tre målningar av Per Carm vid gångrampen.
Det fanns tidigt planer på att förlänga tunnelbanan från Hagsätra till Älvsjö pendeltågsstation, något som fortfarande inte blivit av.
Under 2011 renoverades och rustades hela Hagsätragrenen upp mellan Hagsätra och Globen. Under renoveringen var stationen och sträckan stängd och trafiken ersatt med bussar. Den 26 september 2011 återöppnades hela grenen igen och för Hagsätras del så innebar renoveringen bland annat installation av en hiss, något som förut saknades. Där hissen nu går fanns före renoveringen ett rullband som hade tillkommit i början på 90-talet.

## Framtid
Från cirka 2030 kommer stationen att ligga på Blå linjen istället för på Gröna. Det gäller alla stationer från Sockenplan till Hagsätra. Hagsätragrenen blir då en av Blå linjens grenar i söder. Vid den nya stationen Sofia kommer banan grena sig i Nackagrenen respektive Hagsätragrenen.

## Galleri

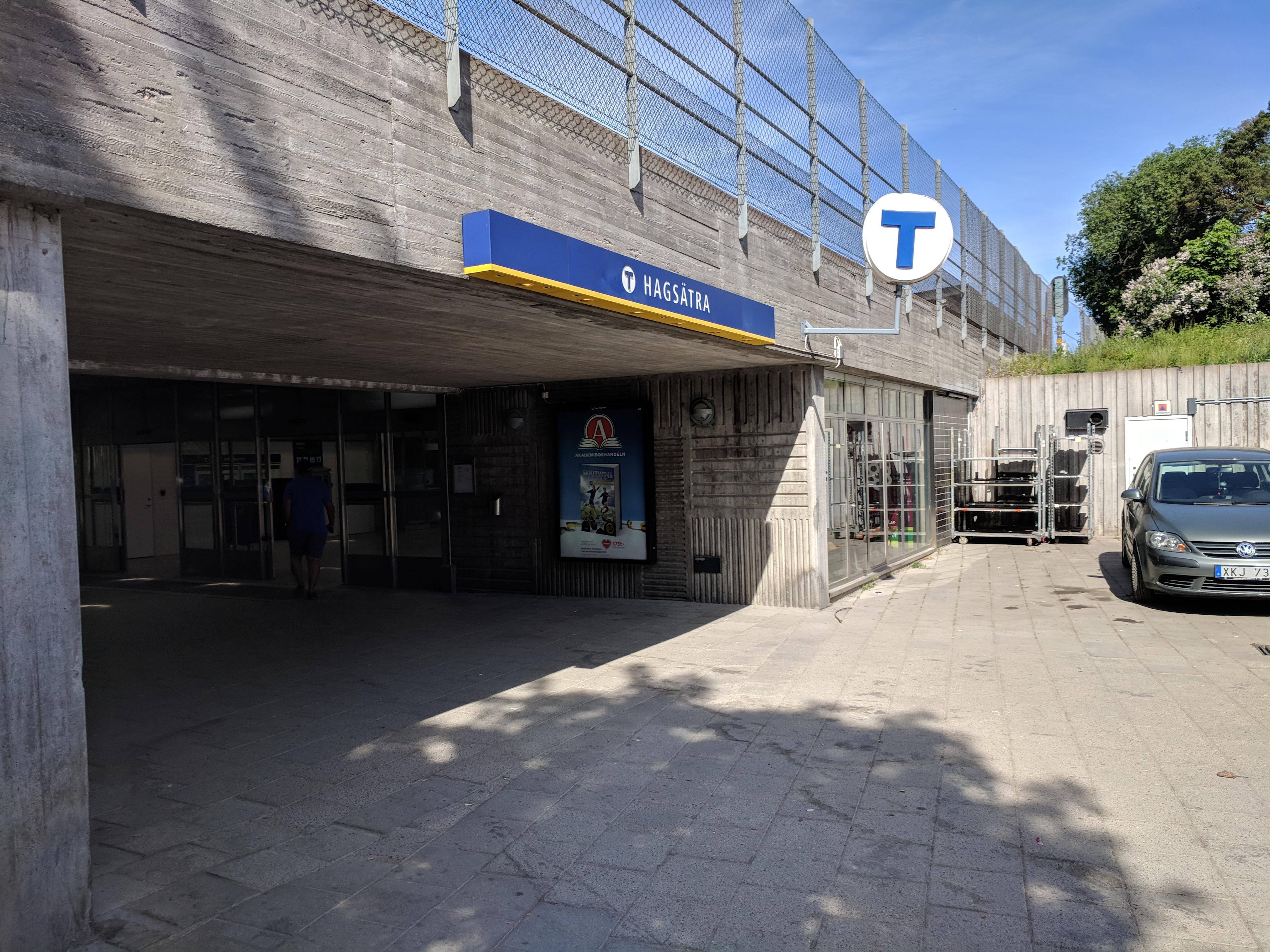
Ingången
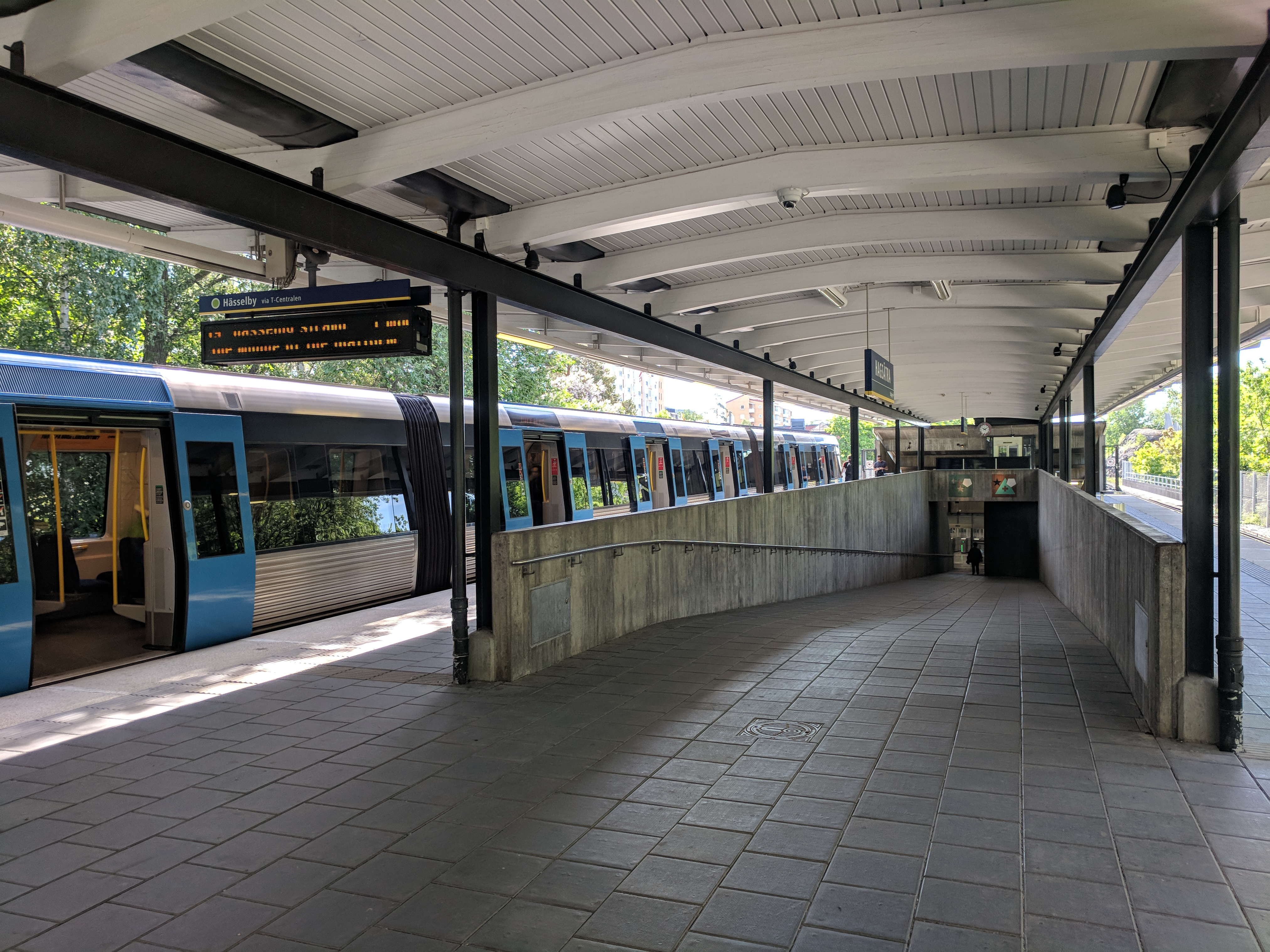
Perrongen
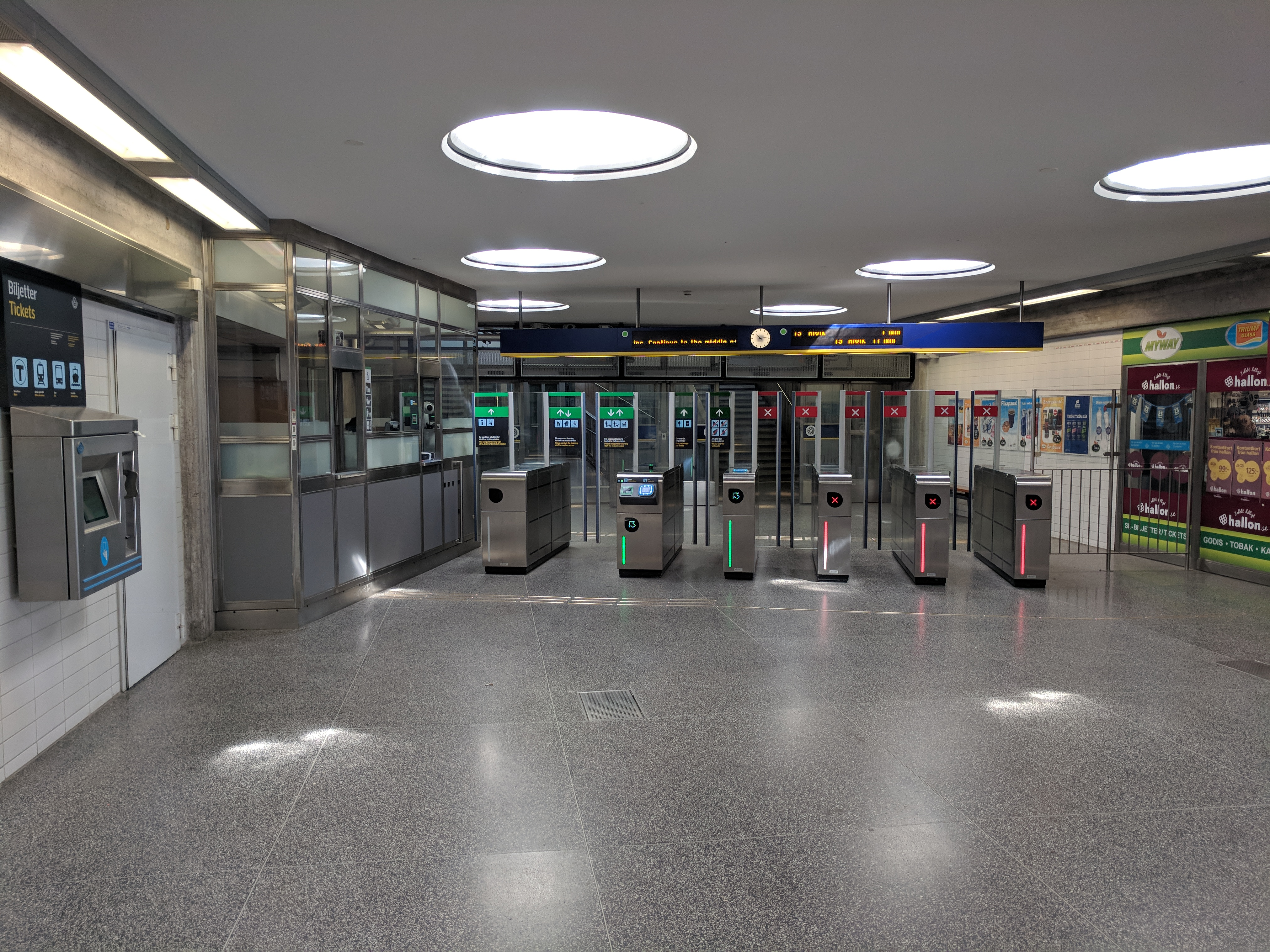
Biljetthallen
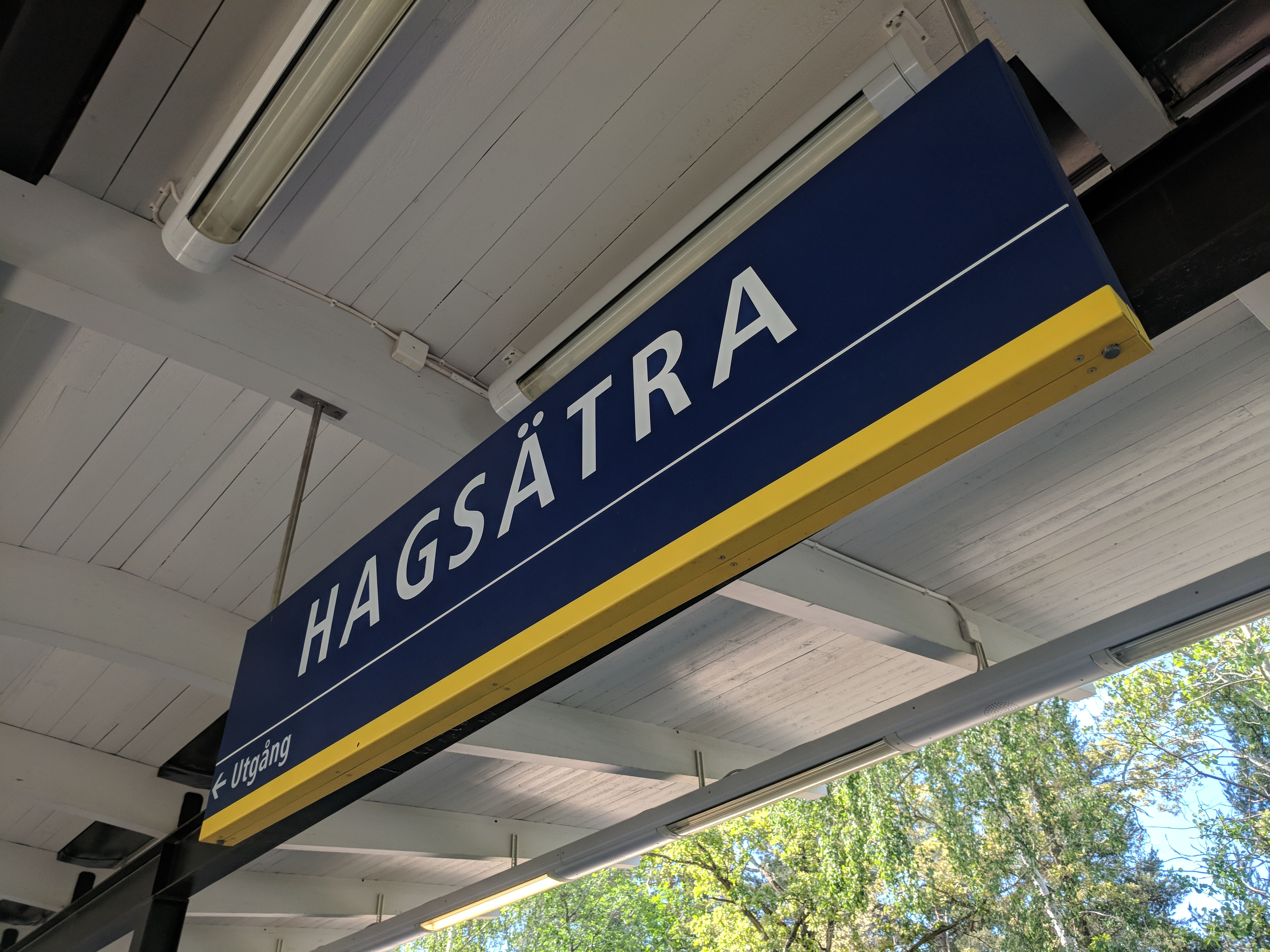
Stationskylt